# Université d'Arusha
L'université d'Arusha (en anglais : University of Arusha) est une université privée située à Arusha, dans le nord de la Tanzanie.

## Source
- (en) Cet article est partiellement ou en totalité issu de l’article de Wikipédia en anglais intitulé « University of Arusha » (voir la liste des auteurs).